# Pompeii (film)
Pompeii is een Amerikaanse historisch romantische-avonturenfilm uit 2014 in 3D, geregisseerd door Paul W.S. Anderson. De film is gebaseerd op de vulkaanuitbarsting van Vesuvius bij de Romeinse stad Pompeï in 79 na Christus.

## Verhaal
Milo (Kit Harington) is een Keltische slaaf en gladiator die ervan droomt om zijn vrijheid terug te krijgen en  verliefd wordt op Cassia (Emily Browning), de dochter van de gouverneur van Pompeï. Maar Cassia is onvrijwillig beloofd aan de corrupte Romeinse senator Corvus (Kiefer Sutherland). Als de vulkaan Vesuvius uitbarst moet Milo zijn weg uit het amfitheater zien te vechten om, samen met Cassia, veilig te ontsnappen uit de stad.

## Rolverdeling
| Acteur                          | Personage                                                        |
| ------------------------------- | ---------------------------------------------------------------- |
| Kit Harington / Dylan Schombing | Milo (de "Kelt") / Milo als kind                                 |
| Emily Browning                  | Cassia                                                           |
| Adewale Akinnuoye-Agbaje        | Atticus                                                          |
| Kiefer Sutherland               | Senator Quintus Attius Corvus                                    |
| Jessica Lucas                   | Ariadne, Cassia's bediende                                       |
| Jared Harris                    | Marcus Cassius Severus, Cassia's vader en gouverneur van Pompeii |
| Carrie-Anne Moss                | Aurelia, Cassia's moeder                                         |
| Joe Pingue                      | Graecus, slaveneigenaar                                          |
| Shasha Roiz                     | Marcus Proculus                                                  |
| Currie Graham                   | Bellator, gladiatortrainer                                       |
| Dalmar Abuzeid                  | Felix                                                            |
| Maxime Savaria                  | Thracische gladiator                                             |
| Emmanuel Kabongo                | Afrikaanse gladiator                                             |
| Tom Bishop Jr                   | Cassia's koetsier                                                |
| Jean-Francois Lachapelle        | Milo's vader                                                     |
| Rebecca Eady                    | Milo's moeder                                                    |
| Anita van Oirschot              | Milo's zus                                                       |
| ?                               | Vires, Cassia's paard (onvermeld)                                |